# زمان تووالو
زمان تووالو ساعت و زمان رسمی کشور تووالو است که با TVT نشان داده می‌شود و با یوتی‌سی ۱۲:۰۰+ هماهنگ است. زمان تووالو از ساعت تابستانی بهره نمی‌برد.
تووالو از دید طول جغرافیایی میان نصف‌النهار ۱۷۶ درجه شرقی تا نصف‌النهار ۱۸۰ درجه و در غرب خط روزگردان جای دارد.